# Домашній негр

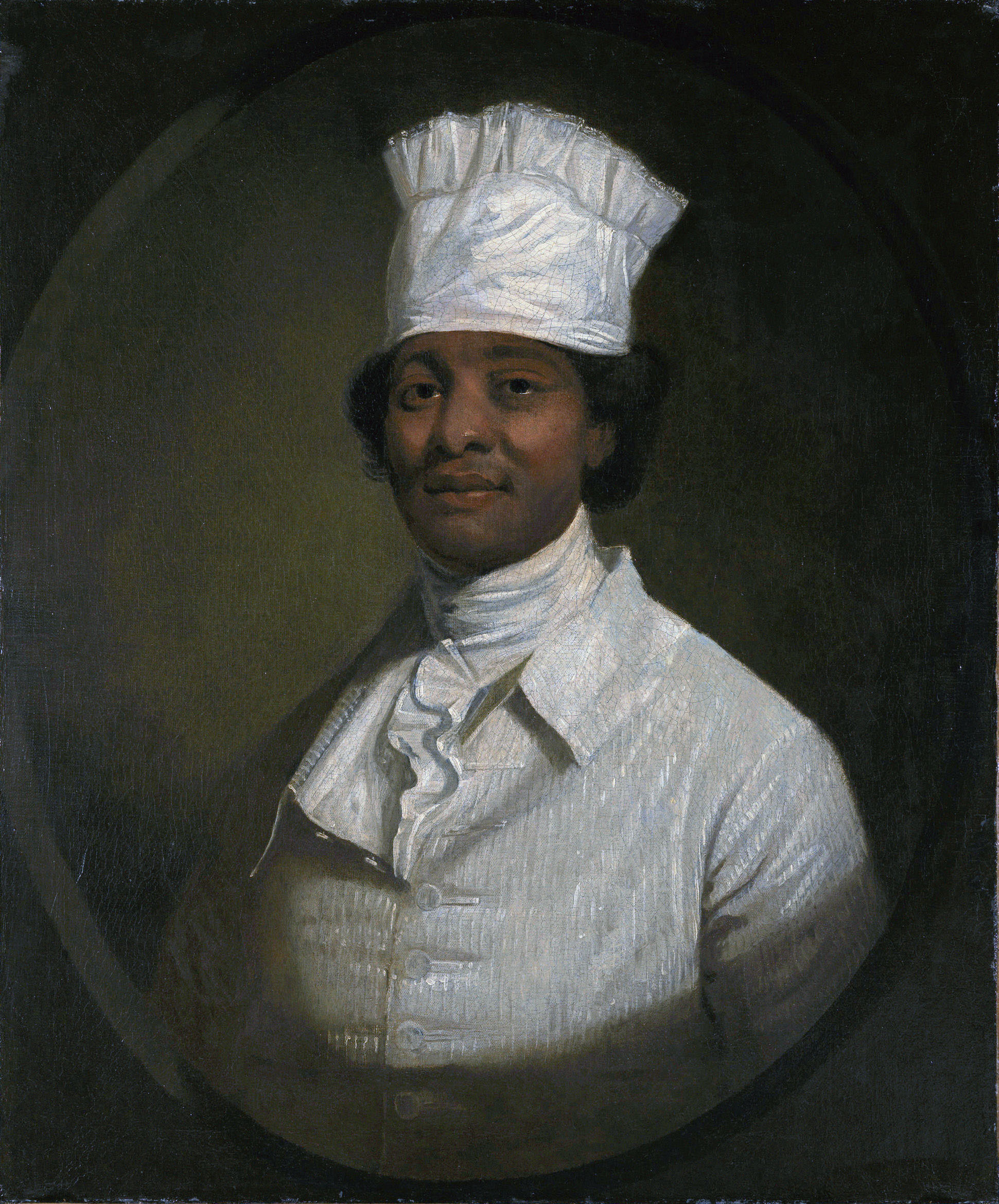
Гілберт Стюарт — Портрет кухаря Джорджа Вашингтона (бл. 1795-1797)

Домашній негр (англ. House Negro, house nigger) —  історичний термін, що означає домашнього раба африканського походження. У період рабовласництва у США домашній негр виконував доручення господаря та мав більш високий статус порівняно з польовим рабом, який працював у важких умовах плантації.
«Це був чорношкірий слуга, який терся біля господарів, самовіддано служив їм, грав із їхніми дітьми, за що пани обсипали його милістю та забезпечували йому привілейоване становище серед інших рабів...». Термін також іноді використовується для образи сучасної людини, що порівнюється з домашнім негром.

## Історія
Термін «домашній негр» з'явився 21 травня 1711 року в газеті «The Boston News-Letter» у розділі реклами, де йшлося про продаж молодої домашньої негритянки 19 років, що говорить англійською. У 1771 році рабовласник з Меріленд порівняв життя своїх «домашніх негрів» і «плантаційних негрів»:
Знайте, мої Люди не їдять вдосталь, і це правда, вони живуть не так добре, як наші Домашні негри, Але в цілому, як будь-які плантаційні негри, і я думаю, я Можу сміливо сказати, що жодна людина в Меріленді не може змагатися з нашим числом рабів, що цілком добре виглядаютьОригінальний текст (англ.)
You will have it that my People are not well fed, it is true they do not live so well as our House negroes, But full as well as any Plantation negroes & think I Can safely say no man in Maryland Can shew in proportion to our number, such likely well looking slaves.

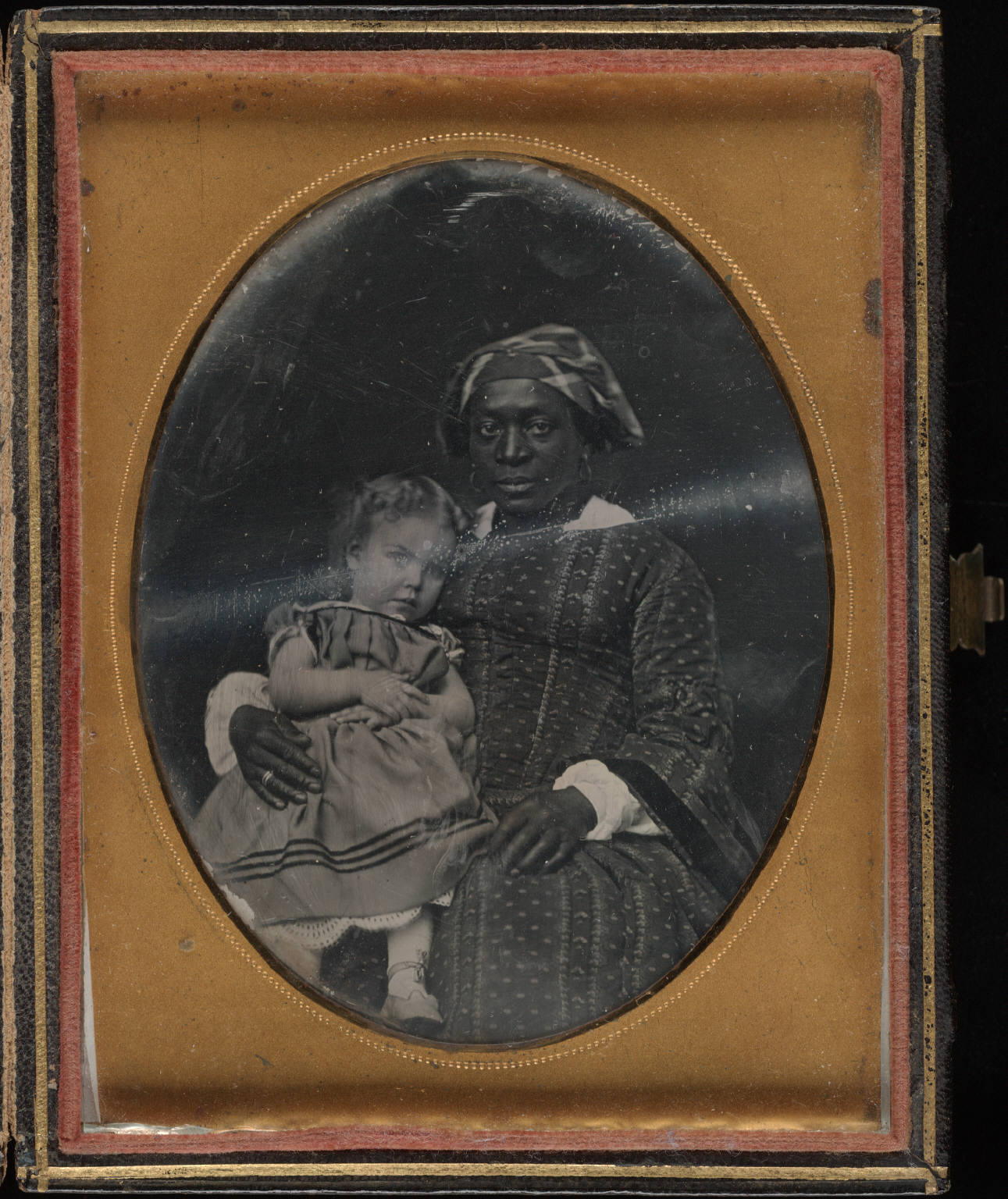
Няня з дитиною (бл. 1855)

## Сучасність
Термін сьогодні використовується у вигляді образи при критиці вчинків афроамериканської спільноти (негрів) або у соціальних питаннях.
У Новій Зеландії у 2012 році під час гарячого обговорення з питання приватизації електроенергії та її подальшого впливу член парламенту та лідер Соціалістичної партії Мана Хоне Харавіра викликав пересуди своїм зверненням «маленькі домашні негри» до депутатів маорі від правлячої Національної партії Нової Зеландії.
У червні 2017 року комік Білл Мар використав термін під час прямої трансляції інтерв'ю з американським сенатором Беном Сассом, сказавши: «Робота в полях? Сенаторе, я домашній негр. Ні, це жарт». Пізніше Мар вибачився за сказане.
У квітні 2018 року сенатор Олена Тейлор зі штату Вісконсин використала термін під час суперечки з касиром у банку. Коли касир відмовився перевести в готівку чек, на якому не було достатньо коштів, Тейлор назвала касира «домашнім негром». Обидва учасники конфлікту афроамериканського походження.